# Наплејт (Илиноис)
Наплејт (енгл. Naplate) град је у америчкој савезној држави Илиноис.

## Демографија
По попису из 2010. године број становника је 496, што је 27 (-5,2%) становника мање него 2000. године.
| Група             | 2000.       | 2010.       |
| Белци             | 502 (96,0%) | 452 (91,1%) |
| Афроамериканци    | 0 (0,0%)    | 1 (0,2%)    |
| Азијати           | 2 (0,4%)    | 1 (0,2%)    |
| Хиспаноамериканци | 10 (1,9%)   | 34 (6,9%)   |
| Укупно            | 523         | 496         |